# Prudens van Duyse
Prudentius Joannes Maria van Duyse est un écrivain belge de langue néerlandaise né à Termonde le 17 septembre 1804 et mort à Gand le 13 novembre 1859 .
Défenseur de la langue néerlandaise et archiviste de la ville de Gand de 1838 à sa mort, il est l'auteur d'une œuvre considérable (poésie, histoire, essais). Il est le père du musicologue Florimond van Duyse.

## Biographie
Prudens van Duyse étudia la philosophie à Gand et à Louvain. Il débuta sa vie professionnelle comme clerc de notaire à Laeken, mais il fit ensuite des études de droit à l'université de Gand où il soutint sa thèse de doctorat en 1832.
Hostile à la révolution belge, il s'exila quelque temps aux Pays-Bas. Après son retour, avec ses amis et concitoyens Léon et Gustave de Burbure de Wesembeek, il se fit remarquer à plusieurs reprises comme orangiste et échappa de justesse à une condamnation. Après 1839, il se réconcilia avec le royaume de Belgique et imagina un grand avenir pour son pays.

## Littérature
Prudens van Duyse composa d'abord de la poésie dite nationale, mais fit ses véritables débuts en 1829 avec le poème Lofdicht op de Nederlandsche taal. Il publia ses meilleurs poèmes dans les recueils Het Klaverblad (1848) et Nazomer (1859). Il effectua aussi des traductions depuis le latin, le vieux norrois et le vieux haut-allemand.
Van Duyse écrivit principalement de la poésie « patriotique » et des esquisses de la vie des gens de Flandre dans un style solennel et ampoulé.
Son Verhandeling over de Nederlandsche dichtbouw fut couronné en 1851. En 1860, le prix quinquennal de littérature flamande lui fut attribué à titre posthume.

## Mouvement flamand
En tant que cofondateur en 1836 de l'association De Tael is gansch het Volk (« La langue, c'est tout le peuple »), Prudens van Duyse donna une impulsion importante au mouvement flamand. Il prit aussi une part active aux polémiques autour de la création de la Commission de l'orthographe (1839-1842).
Il fut membre fondateur de la Vlaemsch Gezelschap (1846) et rédacteur de la revue De Eendragt (1846). La même année, il créa à Bruxelles avec Etienne Evarist Van Maldeghem la Vlaemsch-Duitsch Zangerverbond qui organisa quelques années après, à Bruxelles et à Cologne, des fêtes du chant autour de chansons flamandes et allemandes.
Enfin, Van Duyse fonda en 1849 le Nederlandsch Taal - en Letterkundig Congres.

## Œuvres

### Poésie
- Dichtstuk over den heldenmoed der Vlamingen tegen de Franschen betoond onder het bestuur van den graaf Guy van Dampière (1825)
- Griekenland, lierzang. Waterloo, kantate (1826)
- Lofdicht op de Nederlandsche tael (1829)
- De wanorde en omwenteling op den Vlaemschen zangberg (1830)
- Gedichten (1831)
- De Gentsche waterbeul (1839)
- Vaderlandsche poëzy (1840)
- Anton Van Dyck, of De reis naar Italië (1841)
- De spellingsoorlog (1842)
- Godfried, of De godsdienst op het veld (1842)
- Natalia (1842)
- Groentje (1843)
- De zang van den Germaanschen slaaf (1848)
- Het klaverblad, Romancen, legenden, sagen (1848)
- Gedichtjes voor kinderen (1849)
- Nieuwe kindergedichten (1849)
- Verhandeling over den Nederlandschen dichtbouw (1854, 2 volumes)
- Jacob Van Artevelde (1859)
- Nazomer (1859)
- Nagelaten gedichten, 10 tomes, (1882-1885)
- Bloemlezing uit zijn dichtwerk (1942)

### Prose
- (avec Joos Schollaert), De Vastenavondfeest te Geeraerdsberge, in: Belgisch museum voor de Nederduitsche tael- en letterkunde en de geschiedenis des vaderlands, 1837
- Anneessens (1719), in: idem, 1837
- De torenbrand van Mechelen, naer het latijn van L. de Meyer, in: idem, 1837
- Sidronius Hosschius, in: idem, 1838
- Lierzang van Sarbievius, aen de latijnsche dichters van Belgie, in: idem, 1838
- De invloed des toneels op de volksbeschaving, in: idem, 1838
- Rosiana Coleners, in: idem, 1838
- Aen den slaep. Elegie, in: idem, 1838
- Willem Becanus, in: idem, 1839
- Verlof om van den steen gesneden te worden, in: idem, 1840
- De wilde man te Dendermonde, in: idem, 1840
- M. van Rysingen, in: idem, 1841
- Ragnar Lodbrog, Yslandsche saga, in: idem, 1841
- Zegezang op Lodewyk III, verwinnaer der Noordmannen ten jare 883, in: idem, 1841
- Spreekwoorden aen geestelyke zaken ontleend, in: idem, 1841
- Nalezingen, in: idem, 1841
- Nayver der Gentsche schilders jegens die van Antwerpen, in: idem, 1842
- Een zegbrief of arbitragie van den abt van Drongen, van het jaer 1360, in: idem 1842
- Lalus, in: idem, 1842
- Karel van Mander, in: idem, 1842
- Brief van Sanderus over eene stadsbibliotheek, te Gent, in: idem, 1842
- Pieter Johan Robyn, in: idem, 1843
- Zonderling vonnis van het jaer 1443, in: idem, 1843
- A.E. Vanden Poel, Vlaemsch dichter, in: idem, 1843
- Herman Hugo, in: idem, 1843
- Klagten der zieke poorters in het gasthuis te Gent, ten jare 1349, in: idem, 1843
- Pieter-Judocus de Borchgrave, in: idem, 1844
- Belgisch museum voor de Nederduitsche tael- en letterkunde en de geschiedenis des vaderlands, in: idem, 1845
- Michiel de Swaen, in: idem, 1845
- Kaspar Hendrik van Boekel, Jan Frans Brouwenaar, Prudens van Duyse, Frans Rens, Theodoor van Rijswijck, C.P. Serrure et F.A. Snellaert, Redevoeringen en gedichten op het graf van Willems uitgesproken, in: idem, 1846
- De bekroonde Else der Gentsche Schoenmakers, in: idem, 1846
- Justus Harduyn, in: idem, 1846
- Pater Verhegghen, in: idem, 1846
- De rederykkamer van den Heiligen Geest, te Brugge, in: idem, 1846
- Levensberigt van Josef Bernard Cannaert, in: idem, 1849
- Levensberigt van Norbert Cornelissen, in: Jaarboek van de Maatschappij der Nederlandse Letterkunde, 1850
- Verhandeling over den Nederlandschen versbouw, 1854
- De Trommelaer en eens Graven Dochter, in: De Vlaemsche zanger, 1856
- Middelnederlandsche poëzie, deels hersteld, deels voor 't eerst uitgegeven door Mr Prudens van Duyse, in: Dietsche Warande, 1858
- Verhandeling over den drievoudigen invloed der rederijkerskameren, voorafgegaan door een overzicht harer geschiedenis, 1861
- Cat's invloed op de Vlaamsche letterkunde, 1861
- De trommelaer en eens graven dochter, in: Oude en nieuwe liedjes, 1864
- Werkmans-lied, in: Oude en nieuwe liedjes, 1864
- De Rederijkerskamers in Nederland. Hun invloed op letterkundig, politiek en zedelijk gebied, 1900-1902

## Récompenses et distinctions
- 1860 : Staatsprijs voor Letterkunde pour Nazomer